# Dědictví sv. Václava
Dědictví svatého Václava nebo také Dědictví svatováclavské bylo české protireformační nakladatelství. Založila ho, ve shodě s obnoveným kultem českých světců, a z popudu literárně činného jezuity Matěje Václava Šteyera, jeho matka Marie Šteyerová v Praze roku 1669. Šlo o nejstarší institucionálně zřízené nakladatelstvím v českých zemích. Bylo financováno formou příspěvků od mnoha šlechtických mecenášů. Jeho úkolem bylo vydávat a zdarma distribuovat mezi lid českou katolickou literaturu, která by nahradila literaturu nekatolickou.
Josef Dobrovský v této souvislosti cituje pražského arcibiskupa Jana Fridricha z Valdštejna, kdy arcibiskup „chválí tento prospěšný ústav, protože byl určen k vyhlazení všeho kacířství a kacířských knih, jako zbožný a velmi rozumný vynález a zřízení Tovaryšstva Ježíšova, jímž bylo, jak jsme s radostí viděli, již tisíce kacířských knih vyrváno z rukou nevzdělaného lidu, a to takřka na způsob výměny. (…) a to se stalo v době velmi příhodné, poněvadž po nedávném vymýcení husitského kacířství a spálení protikatolických knih velký je v Čechách nedostatek podobných knih katolických, které by nahradily knihy kacířské“.

## Správa
Nakladatelství sídlilo v jezuitské koleji sv. Ignáce a bylo formálně pod správou české provincie jezuitského řádu až do roku 1749, kdy správu převzal stát. Po zrušení jezuitského řádu se roku 1775 dostává do správy pražského arcibiskupství. Téhož roku bylo přejmenováno na Tiskárnu normálních škol. Dědictví formálně zaniká roku 1784. Obnoveno bylo až roku 1859. Na toto nakladatelství později navázalo Státní pedagogické nakladatelství.

## Zaměření
Během svého působení Dědictví svatého Václava rozdalo zdarma mezi lid na 80 000 česky tištěných knih. Nejvýznamnější počin nakladatelství bylo vydání třídílné Svatováclavské bible, která vycházela v letech 1677 – 1715. Na jejím vydání měli zásluhu především jezuité, ať už jako finanční dárci či překladatelé. Konkrétně to byli: Václav Matěj Šteyer, Jiří Konstanc, Jan Barner, bratři Matěj a Jan Tannerové, Bohuslav Balbín a František Retz.